# Silke Rottenberg
Pour les articles homonymes, voir Rottenberg.
Silke Rottenberg est une joueuse de football allemande née le 25 janvier 1972 à Euskirchen. Elle évoluait au poste de gardienne de but jusqu'en 2008 au 1.FFC Francfort et en équipe d'Allemagne. 
Elle fait ses grands débuts en équipe nationale en 1993 à l'occasion d'un match contre les États-Unis. Avec la sélection allemande Silke est sacré 2 fois championne du monde et 3 fois championne d'Europe. Elle compte 126 sélections sous les couleurs de son pays.
Silke décroche la médaille de bronze des tournois olympiques de Sydney (2000) et d'Athènes (2004) avec la Nationalelf.

## Carrière
- 1988-1991 : Grün-Weiß Brauweiler
- 1991-1996 : TSV Siegen
- 1996-2000 : Sportfreunde Siegen
- 2000-2003 : FFC Brauweiler Pulheim
- 2003-2006 : FCR 2001 Duisburg
- 2006-2008 : 1.FFC Francfort

## Palmarès
- Vainqueur de la Coupe du monde féminine 2003 avec l'Allemagne
- Vainqueur de la Coupe du monde féminine 2007 avec l'Allemagne
- Vainqueur du Championnat d'Europe 1997 avec l'Allemagne
- Vainqueur du Championnat d'Europe 2001 avec l'Allemagne
- Vainqueur du Championnat d'Europe 2005 avec l'Allemagne
- Médaille de Bronze aux Jeux olympiques de Sydney en 2000 et aux Jeux olympiques d'Athènes en 2004
- Championne d'Allemagne en 1994 et 1996 avec le TSV Siegen
- Championne d'Allemagne en 2007 avec le 1.FFC Francfort
- Vainqueur de la Coupe d'Allemagne féminine en 1991 avec Grün-Weiß Brauweiler
- Vainqueur de la Coupe d'Allemagne féminine en 1993 avec le TSV Siegen
- Vainqueur de la Coupe d'Allemagne féminine en 2007 avec le 1. FFC Frankfurt
- Élue Footballeuse allemande de l'année en 1998